# 克里斯蒂安·吉彻姆
克里斯蒂安·吉彻姆（英語：Christian Gitsham，1888年10月15日—1956年6月16日），南非男子田径运动员。他曾代表南非参加1912年和1920年夏季奥林匹克运动会田径比赛，其中1912年奥运会马拉松比赛获得一枚银牌。